# Christian Friedrich Daniel Schubart
Christian Friedrich Daniel Schubart (Obersontheim, 24 marzo 1739 – Stoccarda, 10 ottobre 1791) è stato un poeta, scrittore, compositore e massone tedesco.

## Biografia
Ad Augusta nel 1774 pubblicò il giornale  Teutsche Chronik (Cronaca tedesca, primo numero il 31 marzo), sul quale scrisse degli articoli di critica sociale, contro l'assolutismo e l'aristocrazia, il clero e in special modo i Gesuiti, giornale che fu proibito dopo poco tempo e che egli continuò a Ulma, dove si trasferì nel 1775.
Tipico esponente dello Sturm und Drang per le concezioni espresse nei suoi scritti letterari e teorici (le sue Idee per un'estetica della musica vennero pubblicate in un volume dopo la sua morte, nel 1806), fu nominato direttore della musica e poeta di corte a Stoccarda. Fu autore di libretti d'opera e di cantate, nonché di liriche, alcune delle quali musicate da Franz Schubert. Egli stesso compose numerosi lieder di fresca intonazione popolare, sonate e pezzi per pianoforte.
Membro della massoneria, fece parte della Stretta Osservanza Templare.